# Raimondo Folch II de Cardona
Raimondo Folco (inizio del XII secolo – 1151) è stato il terzo visconte di Cardona dal 1135 fino alla sua morte.

## Origine
Raimondo Folco, secondo il documento n° 153 del Diplomatari de la vila de Cardona, anys 966-1276 (non consultato), era il figlio secondogenito del secondo Visconte di Cardona, Bernardo Amato e di Almodis di Barcelona, che, secondo le Europäische Stammtafeln, vol II, 69 (non consultate), era la figlia del conte di Barcellona, Gerona, Osona e Carcassonne, Raimondo Berengario II e della moglie, Matilde d'Altavilla.

Bernardo Amato, secondo il documento n° 79 del Diplomatari de la vila de Cardona, anys 966-1276 (non consultato), era figlio del signore di Tamarit e Visconte di Tarragona, Deodato di Claramunt e di Ermesinda di Cardona, che sempre secondo il documento n° 79 del Diplomatari de la vila de Cardona, anys 966-1276 (non consultato), era figlio del Visconte di Cardona, Raimondo Folco I e della moglie, Ermesinda di Girona, di cui non si conoscono gli ascendenti. 

## Biografia
Di Raimondo Folco si hanno poche notizie.
Raimondo Folco venne citato in un documento per la prima volta nel 1113; secondo il documento n° 3905 bis del Recueil des chartes de l'abbaye de Cluny. Tome 6, suo padre, Bernardo Amato (B. A. pietate divina vicecomes Cardonensis) fece una donazione al monastero di Cluny con la moglie Almodis ed i figli (cum uxore mea Adalmudis et liberis), Guglielmo e Raimondo Folco (Guillelmi, Raimundi Fulconis), che sottoscrissero.
Nel 1126, Raimondo Folco (Raimundi Fulchonis), secondo il documento n° 153 del Diplomatari de la vila de Cardona, anys 966-1276 (non consultato), sottoscrisse una donazione fatta dai genitori, Bernardo Amato e Almodis di Barcelona (Bernardus vicecomes et Almodis vicecomitissa).
In una data non ben definita, secondo il documento n° 188 del Diplomatari de la vila de Cardona, anys 966-1276 (non consultato),  suo padre, Bernardo Amato, sua madre, Almodis Raimondo Folco ed il fratello, Berengario (Bernardus vicecomes et Almodis vicecomitissa…cum Raimundo Fulchoni et Berengario filii), fecero un accordo con gli abitanti di Cardona.
Nel 1131, sua madre, Almodis (Adalmudis vicecomitissa), fece testamento, indicando come esecutore testamentario il marito, Bernardo Amato (dompminum Bernardum vicecomitem virum meum) e i due figli maggiori, Guglielmo e Raimondo Folco (filios meos Guillelmum et Raimundum) in cui destinò diversi lasciti a monasteri e abbazie, come da documento n° 429 della Colección diplomática de Sant Pere de Casserres. Volumen I(non consultato), e probabilmente in quell'anno morì.

Suo fratello, il primogenito, Guglielmo, non compare più citato in alcun documento, per cui si presume che, in quel periodo, morì, e Raimondo Folco divenne l'erede della viscontea.
Suo padre, Bernardo Amato, nel 1135, compare citato come testimone (Bernardus vicecomes) nel documento n° 163 del Diplomatari de la vila de Cardona, anys 966-1276 (non consultato), e dopo, Bernardo Amato non fu più citato in alcun documento; si presume che sia morto in quell'anno e Raimondo Folco gli succedette come Raimondo Folco II. 
Secondo il documento n° 168 del Diplomatari de la vila de Cardona, anys 966-1276 (non consultato), Raimondo Folco, assieme agli zii, Raimondo Folco e Guglielmo, figli di Ermesinda di Cardona (Raimundus Fulchonis filius qui fuit Adalmodis femine et Raimundus et Guillelmus qui fuerunt filii Ermesendis femine) fecero atto di devozione alla chiesa di San Vincenzo di Cardona.
Di Raimondo Folco non si conosce la data esatta della morte; morì, nel 1151 o prima, perché in quella data, il 17 maggio, secondo il documento n° 184 del Diplomatari de la vila de Cardona, anys 966-1276 (non consultato), fu fatta una donazione, senza lui, alla chiesa di San Vincenzo di Cardona dalla moglie Guglielma, dal figlio Raimondo Folco e dagli zii, Raimondo Folco e Guglielmo (Guillelma comitissa Cardonensis et filius meus Raimundus, et Raimundus de Cardona et Guillelmus fratres) e dopo quella data non compare più in alcun documento.

Gli succedette il suo unico figlio, Raimondo Folco, come Raimondo Folco III.

## Matrimonio e discendenza
Raimondo Folco aveva sposato Guglielma di cui non si conoscono gli ascendenti, come ci viene confermato dal documento n° 184 del Diplomatari de la vila de Cardona, anys 966-1276 (non consultato).

Raimondo Folco II da Guglielma ebbe un solo figlio:
- Raimondo Folco († 1176), Visconte di Cardona, come conferma il documento n° 184 del Diplomatari de la vila de Cardona, anys 966-1276 (non consultato).

## Ascendenza
|                                             |                                            |                                                         | Genitori                          |  |  | Nonni |  |  | Bisnonni                                     |  |  | Trisnonni                   |  |
|                                             |                                            |                                                         |                                   |  |  |       |  |  | Bernardo di Claramunt, visconte di Tarragona |  |  | Amato, signore di Claramunt |  |
|                                             |                                            |                                                         |                                   |  |  |       |  |  | Bernardo di Claramunt, visconte di Tarragona |  |  | Amato, signore di Claramunt |  |
|                                             |                                            | …                                                       |                                   |  |  |       |  |  | Bernardo di Claramunt, visconte di Tarragona |  |  |                             |  |
| Deodato di Claramunt, visconte di Tarragona |                                            |                                                         |                                   |  |  |       |  |  | Bernardo di Claramunt, visconte di Tarragona |  |  |                             |  |
|                                             |                                            | …                                                       | …                                 |  |  |       |  |  |                                              |  |  |                             |  |
|                                             |                                            | …                                                       | …                                 |  |  |       |  |  |                                              |  |  |                             |  |
|                                             |                                            | …                                                       | …                                 |  |  |       |  |  |                                              |  |  |                             |  |
| Bernardo Amato, visconte Cardona            |                                            | …                                                       |                                   |  |  |       |  |  |                                              |  |  |                             |  |
|                                             |                                            | Raimondo Folco I, visconte Cardona                      | Folco I, visconte Cardona         |  |  |       |  |  |                                              |  |  |                             |  |
|                                             |                                            | Raimondo Folco I, visconte Cardona                      | Folco I, visconte Cardona         |  |  |       |  |  |                                              |  |  |                             |  |
|                                             |                                            | Raimondo Folco I, visconte Cardona                      | Guisla di Barcellona              |  |  |       |  |  |                                              |  |  |                             |  |
| Ermessenda, viscontessa di Cardona          |                                            | Raimondo Folco I, visconte Cardona                      |                                   |  |  |       |  |  |                                              |  |  |                             |  |
|                                             |                                            | Ermesinda di Girona                                     | …                                 |  |  |       |  |  |                                              |  |  |                             |  |
|                                             |                                            | Ermesinda di Girona                                     | …                                 |  |  |       |  |  |                                              |  |  |                             |  |
|                                             |                                            | Ermesinda di Girona                                     | …                                 |  |  |       |  |  |                                              |  |  |                             |  |
| Raimondo Folco II, visconte Cardona         |                                            | Ermesinda di Girona                                     |                                   |  |  |       |  |  |                                              |  |  |                             |  |
|                                             | Raimondo Berengario I, conte di Barcellona | Berengario Raimondo I, conte di Barcellona              |                                   |  |  |       |  |  |                                              |  |  |                             |  |
|                                             | Raimondo Berengario I, conte di Barcellona | Berengario Raimondo I, conte di Barcellona              |                                   |  |  |       |  |  |                                              |  |  |                             |  |
|                                             | Raimondo Berengario I, conte di Barcellona | Sancha di Castiglia                                     |                                   |  |  |       |  |  |                                              |  |  |                             |  |
| Raimondo Berengario II, conte di Barcellona | Raimondo Berengario I, conte di Barcellona |                                                         |                                   |  |  |       |  |  |                                              |  |  |                             |  |
|                                             |                                            | Almodis de La Marche                                    | Bernardo I, conte de La Marche    |  |  |       |  |  |                                              |  |  |                             |  |
|                                             |                                            | Almodis de La Marche                                    | Bernardo I, conte de La Marche    |  |  |       |  |  |                                              |  |  |                             |  |
|                                             |                                            | Almodis de La Marche                                    | Amelia de Rasés                   |  |  |       |  |  |                                              |  |  |                             |  |
| Almodis di Barcelona                        |                                            | Almodis de La Marche                                    |                                   |  |  |       |  |  |                                              |  |  |                             |  |
|                                             |                                            | Roberto d'Altavilla, duca di Puglia, Calabria e Sicilia | Tancredi, signore d'Altavilla     |  |  |       |  |  |                                              |  |  |                             |  |
|                                             |                                            | Roberto d'Altavilla, duca di Puglia, Calabria e Sicilia | Tancredi, signore d'Altavilla     |  |  |       |  |  |                                              |  |  |                             |  |
|                                             |                                            | Roberto d'Altavilla, duca di Puglia, Calabria e Sicilia | Fredesenda                        |  |  |       |  |  |                                              |  |  |                             |  |
| Matilde d'Altavilla                         |                                            | Roberto d'Altavilla, duca di Puglia, Calabria e Sicilia |                                   |  |  |       |  |  |                                              |  |  |                             |  |
|                                             |                                            | Sichelgaita di Salerno                                  | Guaimario IV, principe di Salerno |  |  |       |  |  |                                              |  |  |                             |  |
|                                             |                                            | Sichelgaita di Salerno                                  | Guaimario IV, principe di Salerno |  |  |       |  |  |                                              |  |  |                             |  |
|                                             |                                            | Sichelgaita di Salerno                                  | Gemma di Capua                    |  |  |       |  |  |                                              |  |  |                             |  |
|                                             |                                            | Sichelgaita di Salerno                                  |                                   |  |  |       |  |  |                                              |  |  |                             |  |

### Fonti primarie
- (LA)  Recueil des chartes de l'abbaye de Cluny. Tome 6.